# Italo-paraguaiani

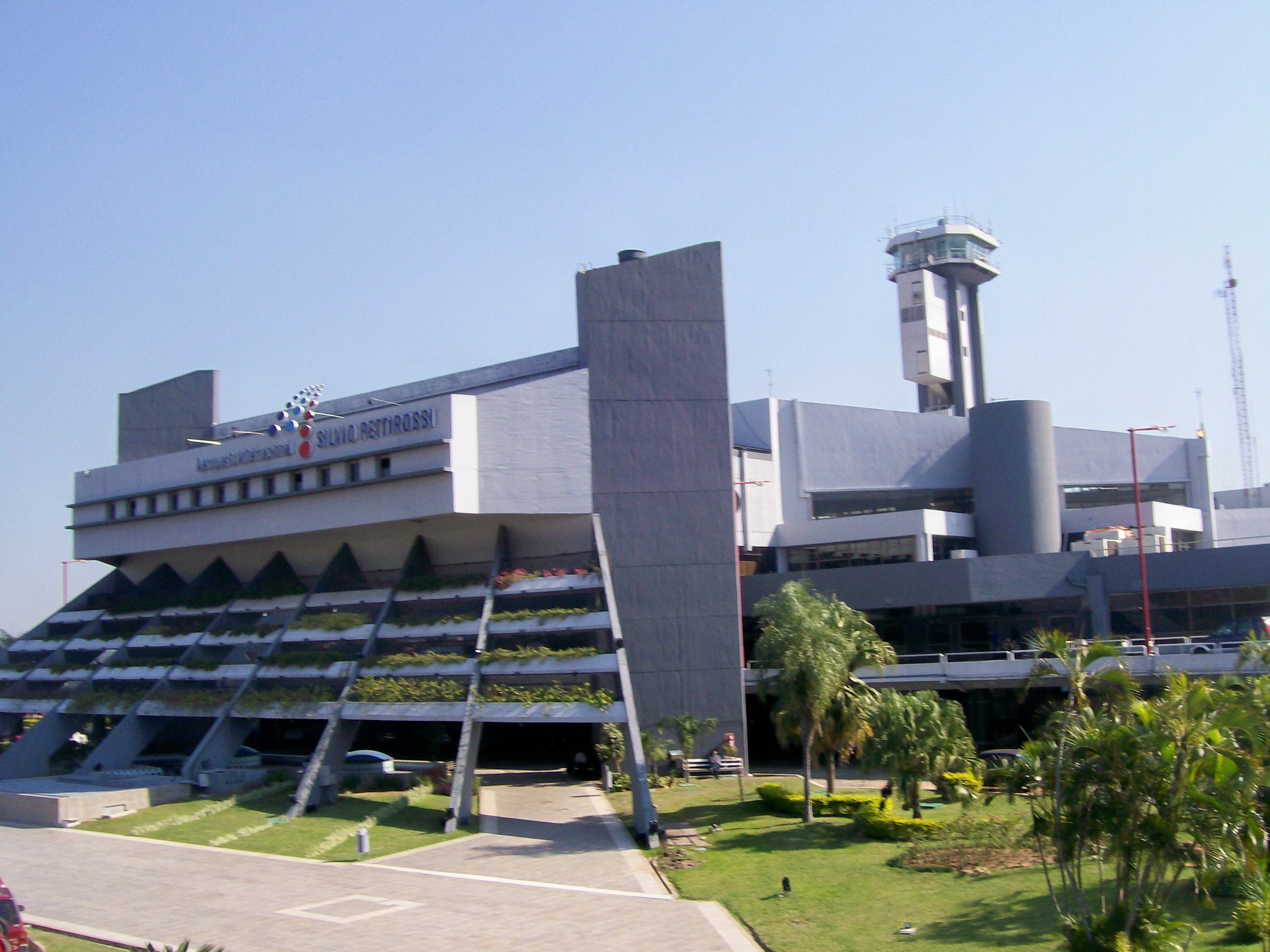
Aeropuerto internacional "Silvio Pettirossi", il principale aeroporto del Paraguay, intitolato ad un italo-paraguaiano pioniere dell'aviazione

Italo-paraguaiani (spagnolo ítalo-paraguayos; guaranì Itália-paraguaiguakuéra) sono gli italiani immigrati in Paraguay, e i loro discendenti.

## Generalità
Al 2007 gli Italiani residenti in Paraguay risultano essere 6 097, secondo il Ministero dell'Interno italiano
Inoltre circa 2 500 000 paraguaiani hanno diretta origine italiana, in quanto discendenti da una "colonia italiana" emigrata in questa nazione sudamericana principalmente dopo il 1870 (ed alcuni di loro ancora parlano qualche parola in una lingua locale d’Italia o in italiano).
Bisogna anche precisare che i paraguaiani con almeno un bisnonno italiano sono circa 300 000, anche se in molti casi si qualificano come paraguaiani di lingua spagnola e guaranì.
Alcune fonti fanno tuttavia risalire un qualche grado di ascendenza italiana a circa il 40% della popolazione totale del paese.

## Vicende
Gli italiani hanno contribuito in modo determinante allo sviluppo del Paraguay. Ai tempi della guerra condotta circa 130 anni fa dalla Triplice Alleanza formata da Argentina, Brasile e Uruguay contro il Paraguay, molti italiani recentemente emigrati nel Paraguay si arruolarono volontari nelle file del maresciallo Francisco Solano López, allora presidente del Paese sudamericano.
Circa 9 000 europei vennero come emigranti nel Paraguay, devastato dalla Guerra della triplice alleanza, a fine Ottocento ed oltre un terzo erano italiani, provenienti principalmente dalle provincie della Lombardia (specialmente da Bergamo) e dal nord Italia.
Il Paraguay è una delle nazioni latinoamericane con meno caratteristiche indigene (poiché la popolazione originaria paraguaiana - mescolanza di spagnoli ed indigeni Guaraní - fu annientata nella guerra del 1870, per cui si ripopolò il Paraguay ricorrendo all'immigrazione italiana).»
Il Paraguay (ridotto dopo questa atroce guerra a meno di 180 000 abitanti, di cui quasi il 79% erano donne e bambini) fu ripopolato in parte da queste poche migliaia di italiani, che erano nel 1875 circa il 15% degli uomini nell'intero Paraguay.
Le origini della popolazione e la progressiva costruzione delle città riportano spesso a nomi italiani che rimbalzano in piazze, vie e edifici di notevole importanza. Si calcola che siano circa 300 000 i discendenti diretti ed indiretti di italiani presenti in Paraguay. 

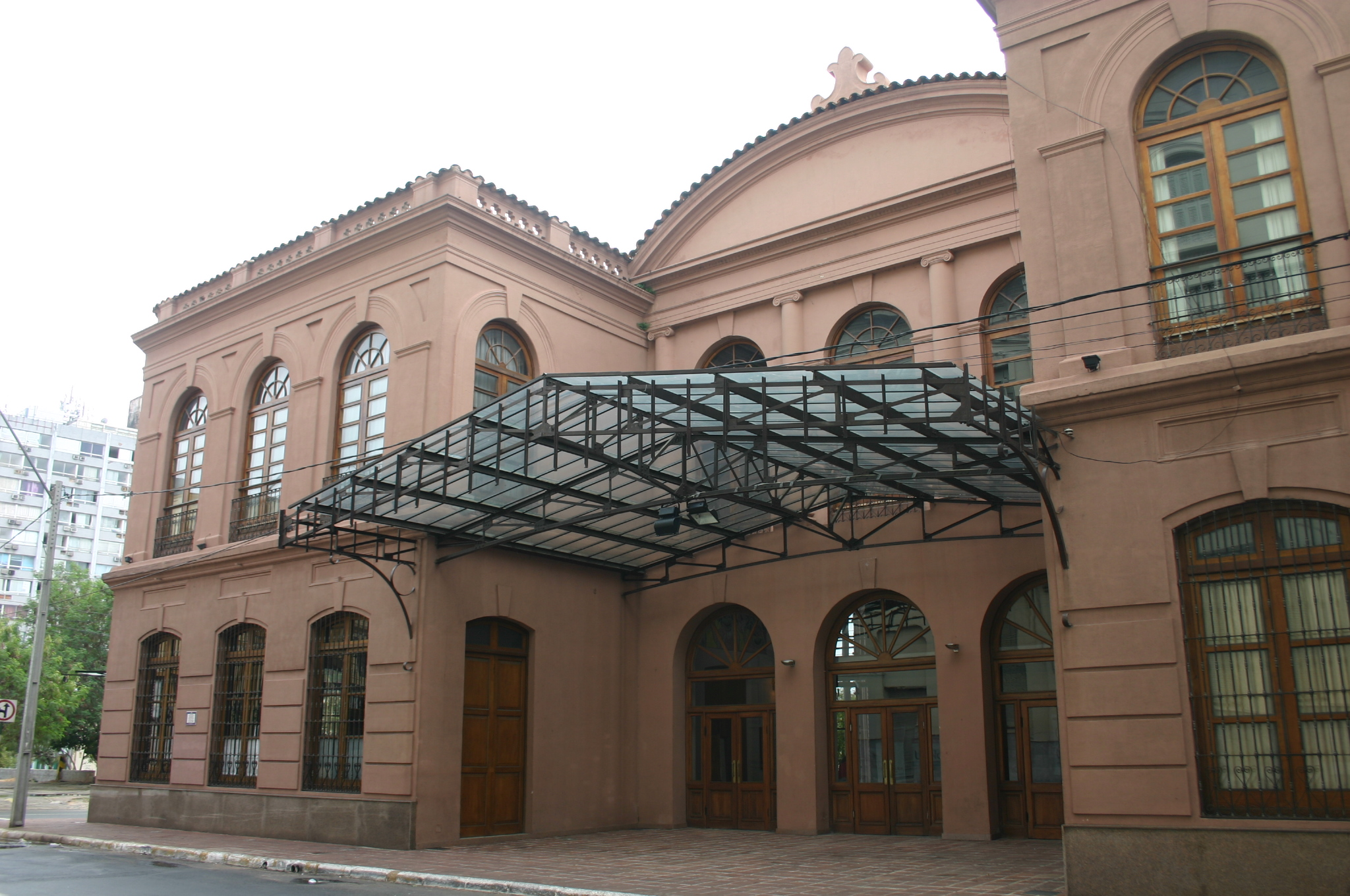
Il principale teatro del Paraguay (il Teatro Municipale di Asunción) è intitolato all'italo-paraguaiano Ignacio Alberto Pane

Tra i molti connazionali che hanno lasciato un segno nella storia del Paese va ricordato il navigatore Sebastiano Caboto, il primo europeo ad arrivare da queste parti nel 1528, ed i gesuiti che lavorarono nelle Missioni, come José Bressanelli e Juan Bautista Primoli (ma era italiano anche il governatore di Buenos Aires, Bucarelli, che eseguì nel 1768 il decreto di espulsione dei gesuiti).
Inoltre vanno ricordati alcuni professionisti contattati in Europa dal presidente Carlos Antonio Lopez nei primi decenni di vita indipendente del Paese, come l'architetto Alessandro Ravizza, autore tra il 1855 e il 1867 di importanti edifici quali i palazzi del Governo e del Parlamento, e la facciata in stile romano-classico della cattedrale di Asunción. Del resto, la chiesa de La Encarnación nella capitale fu fatta in stile romano-corinzio nel 1893 dall'architetto italiano Giovanni Colombo.
Anche il pittore-esploratore Guido Boggiani, attratto verso la fine del Novecento da una regione allora misteriosa e sconosciuta: il Chaco, viene spesso ricordato negli ambienti culturali del Paraguay. Assieme a Boggiani si collocano spesso lo scrittore e giornalista Ignacio Alberto Pane ed altri letterati di origine italiana.
In campo musicale, l'italo-paraguaiano Maneco Galeano viene considerato il miglior musicista contemporaneo nel Paraguay.
Internazionalmente il più rinomato italo-paraguaiano è il pioniere dell'aviazione mondiale Silvio Pettirossi, a cui è dedicato l'attuale aeroporto internazionale della capitale Asunción.

## L'attuale comunità
L'attuale comunità italo-paraguaiana gode di un'ottima posizione socio-economica all'interno della società del Paraguay. Finanche uno dei migliori quartieri della capitale ha nome italiano: Pettirossi.
Personaggi importanti del governo paraguaiano portano cognomi italiani, come Andrea R. Pedotti (Presidente del Paraguay tra il 1988 ed il 1993), Juan W. Monti (Presidente 1993 - 1998) e Luis G. Macchi (Presidente 1999 - 2003).
Recentemente è stata coronata Miss Italia nel mondo l'italo-paraguaiana Fiorella Migliore.
Inoltre sono numerose le organizzazioni italiane, specie nella capitale.